# Pott Gusztáv
Pott Gusztáv (németül Gustav von Pott; Schönefeld bei Leipzig, 1792. – Trencsén, 1850. február 1.) ezredes, Julius Jacob von Haynau dunai hadseregének hadtestparancsnoka.

## Élete
A linzi táborépítő bizottságnál dolgozott, majd 1848 végétől a magyar szabadságharc ellen harcolt, a második hadtest vezérkari főnöke lett. Részt vett Bécs elfoglalásában, majd 1849 májusától vezérőrnagy lett. A hadtesten belül kapott egységeivel vett részt a harcokban. Zsigárdnál védelmi állást foglalt, majd mikor Anton Herzinger tábornok friss csapatai megérkeztek, támadásba lendült és megragadta a kínálkozó alkalmat a honvédsereg visszaszorítására, minek az eredménye Asbóth Lajos csapatainak visszavonulása lett. Dandárjának fontos szerepe volt a peredi csatában, majd júliusban a komáromi ostromzárnál is a mátyusföldi települések megszállásában.
Megkapta a Lipót-rendet és a császártól a Mária Terézia érdemrend lovagkeresztjét. Utóbbit azonban már nem vehette át személyesen, mivel hirtelen elhunyt. Segített Mednyánszky Cézárnak kijutnia külföldre.